# إيللار
بلدية إلار (بالإسبانية: Illar)‏ بلدية تقع في مقاطعة المرية. جنوب شرق إسبانيا. يبلغ عدد سكانها 419 نسمة. يقال إنها كانت تسمى «العالية» في العهد الإسلامي.

## وصلات خارجية
- (بالإسبانية)